# Богородичина црква у Прилипцу
Храм Рођења Пресвете Богородице у Прилипцу, месту на територији општине Пожега, припада Епархији жичкој Српске православне цркве. Представља непокретно културно добро као споменик културе.

## Обнова цркве
Црквени парох Милан Поповић, дошао је 1988. на службу у Прилипац и од тада непрестано обнавља Лазареву задужбину и настоји да у селу Прилипцу буде заступљена и уметност. Пре његовог доласка, црква је била запуштена, а пут до ње пропао. Уз помоћ мештана, општине Пожега и министарстава обновљена је црква, направљен конак са уређеним собама, асфалтиран је пут, направљен мост преко Моравице уместо срушене скеле и обновљена стара сеоска школа.

## Ликовна колонија
Године 1995, установљена је ликовна колонија, од када се овде стално окупљају уметници. У сврху излагања слика, део конака и здања поред улаза у црквену порту обновом претворени су у мале галерије. Црква сада има богату колекцију уметничких слика, око 500, која је радо посећена.
Црквена општина Прилипац, Храм Рођења Пресвете Богородице у Прилипцу и Уметничка колонија „Прилипац” додељују књижевну награду „Печат Кнеза Лазара”.
Први добитник новоустановљене награде за најбољу књигу инспирисану духовношћу и објављену између два празника Мале Госпојине, односно две храмовне славе и два сазива уметничке колоније „Прилипац” је Љиљана Хабјановић Ђуровић, за књигу „Свих жалосних радост”. Награда је добитници уручена у конаку Храма Рођења Пресвете Богородице у Прилипцу, током трајања 11. сазива Уметничке колоније „Прилипац”, односно на Крстовдан, 27. септембра 2005.